# オリエンタルラジオ
オリエンタルラジオ（略称：オリラジ）は、中田敦彦と藤森慎吾からなる日本のお笑いコンビ。東京NSC10期生。2014年よりダンス&ボーカルユニット・RADIO FISHとしても活動している。芸能活動全般はフリーランスとして活動しているが、別途漫才協会に所属している（ただし、2024年7月現在、漫才協会の定席には1度も立ったことがない）。

## メンバー
- 中田 敦彦（なかた あつひこ、1982年（昭和57年）9月27日（42歳）- ）

佐賀県生まれ、大阪府高槻市、山口県山口市、東京都育ち。ボケ・ネタ作り担当。
- 藤森 慎吾（ふじもり しんご、1983年（昭和58年）3月17日（42歳）- ）

長野県諏訪市出身。ツッコミ担当。

## 概要
中田と藤森は自動車事故の受付のオペレーターのアルバイトで知り合う。互いを知り合う内に、元々お笑い好きだった中田の影響を受けた藤森が逆に中田を誘う形で、大学に通いながら吉本総合芸能学院（NSC）へ入学することとなる。
コンビ名はNSC入学当初は「中田藤森」と仮で名乗っていた。「オリエンタルラジオ」は「オリエンタル」を中田が持ち寄った言葉の中から選び、「ラジオ」を藤森が持ち寄った言葉から選んだ。また中田が保険代理店を営む父親に「良い車の名前にはラ行 (ラ・リ・ル・レ・ロ) の文字が入っている」(例：カローラ、センチュリー、プレジデント等) と言われ、「自分もコンビ名にはラ行を入れたい」と思いラ行が3文字入っている「オリエンタルラジオ」としたという。また「オリエンタルラジオ」をネット検索にかけたところ、1件もヒットしなかった事も理由の1つである。他の候補として「アンディーシンディー」が上がったこともあるが、略したときに「アンシン」＝「安心」となってしまいイメージが違うと没となった。NSC入学前に一度中野twlにてアマチュアとして舞台に立った際には「fishboy」と名乗っていた。
2004年12月、NSC在学中にもかかわらず『M-1グランプリ』準決勝進出。2005年4月にデビューを果たし、同月『ゲンセキ』（TBSテレビ）にてテレビデビュー。「武勇伝」ネタを主な芸風として活動し、『エンタの神様』（日本テレビ）をキッカケに全国区の人気を得て大ブレイクを果たす。当初『エンタの神様』総合演出の日本テレビ・五味一男からは空手着を着て出てほしいと要望を受けたが中田は頑なに拒否。私服を希望した中田と五味の意見の間を取って「色違いのボーダー上着」の出演となった。3回目出演からは五味に「視聴率芸人」として認められ、服装は自由になった。NSC卒業するまでの結成の経緯などについては、中田の自伝的小説『芸人前夜』が詳しい。
ブレイクをきっかけにデビュー3年で冠番組を含むレギュラー番組を10本獲得する。ラジオではニッポン放送『オリエンタルラジオのオールナイトニッポンR』（ニッポン放送）を芸歴1年で担当。生放送中に掴み合いの喧嘩をする回は、後に伝説回とされ、爆笑問題やオードリー、ハライチから度々に話題に出されることがある。しかしそれから3年で『森田一義アワー 笑っていいとも!』（フジテレビ）以外の全ての全国ネット地上波レギュラー番組を失う。その後はコンビ2人で1年間かけて山林を開墾し農業に挑むといった体を張った企画にもチャレンジするものの、企画がほとんどオンエアされない (1年ロケをしてオンエアされたのは2時間程度) など不遇の時代を迎える。その間コンビとしての出演以外にそれぞれ単独で出演していく中で中田が "オタク・インテリ" キャラ、藤森が "チャラ男" キャラを確立、2011年に再ブレイクを果たした。2015年には後輩である8.6秒バズーカーのネタを完コピしたことが話題となり、2016年には後述するRADIO FISH名義での楽曲「PERFECT HUMAN」でブレイクし、目標として掲げていた『第67回NHK紅白歌合戦』への出場を果たした。
2014年より中田の実弟であるFISHBOYらと共にダンス&ボーカルユニット・RADIO FISHを結成し、以降ネタ番組やライブでは主にRADIO FISHとしてのパフォーマンスを披露している。
2020年1月27日、公式YouTubeチャンネルを開設。同年12月28日、吉本興業を同月末をもって退所することを発表し、YouTubeにて会見を行った。
2021年3月に中田が家族でシンガポールへ移住して以降、コンビでの活動が少なくなっていたが、2022年7月2日放送の『THE MUSIC DAY 2022』（日本テレビ）にオリエンタルラジオ率いるRADIO FISHが出演し、久しぶりにテレビで共演を果たす。その後、同年11月19日よりYouTube番組『オリラジアカデミー』の配信を開始し 、2023年1月8日放送の『サンデージャポン』（TBS）にコンビとして約2年ぶりにテレビに出演するなど、再びコンビでの活動を増やしている。
2023年9月9日、ナイツの塙宣之のYouTubeチャンネルにて漫才協会に所属することを表明。
2025年、デビュー20周年とRADIO FISHのデビュー10周年を迎えるにあたり、日本武道館にてワンマンライブを開催予定。

## 芸風

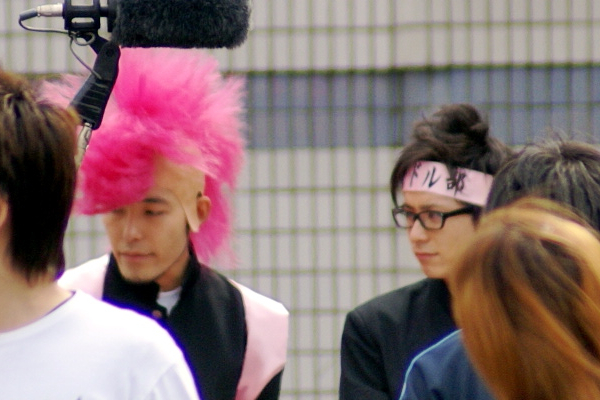
2007年4月

コンビのネタとしては前述の「武勇伝」ネタが有名だが、通常の掛け合い漫才やコントも行う。

### 「武勇伝」ネタ
コンビの代名詞とも言えるネタ。全身を使った軽快なジェスチャーを交えつつテンポよく七五調でしゃべり、中田が話す「武勇伝」に藤森が合いの手で茶々を入れたりオチを言ったりして笑いを取る。いわゆる「リズム芸」に分類される芸風である。最初のM-1は「武勇伝」で出場し、準決勝まで勝ちあがった。
2015年に笑点に出演した際は、他の出演者が演目に「漫才」や「コント」と書かれている中、演目「武勇伝」と書かれていた。
ネタはまず2人が振り付けをしながら「デンデンデンデデンデデンデンデン、デンデンデンデデンデデンデンデン、デン、デン、デンッ！」とリズムに乗りながら登場。その後定位置につき、中田は両手を挙げ、藤森はいわゆる「ライダーポーズ」のようなポーズをとる。中田が「オゾン層は俺が守る！」など一言叫んで宣言した後、藤森が「あっちゃんカッコイイ！」と中田を指差す。そして2人で「デンッ！」と言ったあとに中田が腕を組み、藤森「オリエンタルラジオです」→中田「お願いします」→藤森「あっちゃんいつものやったげて！」→中田「おう、聞きたいか俺の武勇伝！」→藤森「その凄い武勇伝ってのを言ったげて！」→中田「俺の伝説ベストテン！」→藤森「レッツゴー！」とリズムに乗って掛け合い、リズムネタを始める。
リズムネタの部分は、中田の語る「武勇伝」に対して藤森がその後のオチを語っていく (例: 中田「手品で100万円を消す」→藤森「すごい！出し方忘れて大損害！」)。一つ「武勇伝」とオチを言うごとに2人で「武勇伝、武勇伝！武勇デンデンデデンデン！」と言い、藤森が「レッツゴー！」と言ったあとに次のネタに入る。
リズムネタを3つほど続けると、藤森の「レッツゴー！」に代わり中田の「カッキーン！」というセリフに続いて掛け合いが始まる。まず藤森が「すごいよ～、あっちゃん凄すぎるよー！」などと感心し、中田に何かを提案したり披露したりする。すると中田がそれを止めようとしたり失敗するので藤森が指摘すると、中田が「しゃらくせぇ～！」と言って藤森を殴りあげる (ふりであり、本当には殴らない)。藤森が「何すんだよ！」と怒ると、中田が「男は一度言ったことを貫き通すんだよ！」など名言的なものを述べ、藤森「カッコイイ～！」→中田「カッキーン！」と続け、再びリズムネタに入る。
ネタの終盤は2人が手を振る振り付けをしながら「♪意味は無いけれど、ムシャクシャしたから、○○で××する～、デンデンデデンデン」など2回歌う (藤森が主旋律、中田がハモリ)。その後、中田「カッキーン！」→藤森「あっちゃんカッコイイ！」→中田「レッツゴー！」→2人「デンデンデデンデンデンデデンデン、デンデンデデンデンデンデン… (サイレントで披露)」→中田「カンカカンカ、カンカカッキーン！」→最後にリズムに乗ってひとネタ→藤森「ペケポン！」と言って終了する。
藤森はこのネタについて「エンタの神様では全部ディレクターと作家が考えたネタ」「自分たちの武勇伝のネタは1つもなかった」と語っていたことがあるという。

### 漫才
一時期武勇伝を封印し、掛け合い漫才に尽力していた。2005年及び2007年 - 2009年は『M-1グランプリ』に掛け合い漫才で出場し、いずれも準決勝まで進出を果たしている。また、2007年 - 2008年には掛け合い漫才で『NHK新人演芸大賞』の決勝にも出場している。

### コント
中田のキャラで「○○沢」と名のつくキャラクターがよく登場する。中田は色々なキャラを変幻自在に演じるタイプではなく、特定の似た傾向のクセの強いキャラのみを得意とするタイプゆえ、本人はコントはそれほど得意ではないと公言している。

## 作品

### 参加作品
| 年     | 作品                                   | 収録             | 備考     |
| ------ | -------------------------------------- | ---------------- | -------- |
| 2008年 | YOSHIMOTRANCE feat. オリエンタルラジオ | YOSHIMOTRANCE    | [ 注 1 ] |
| 2009年 | HOME TOWN                              | HOME TOWN 宮城編 | [ 注 2 ] |
| 2010年 | 世直し journey                         | 世直し journey   | [ 注 2 ] |
| 2012年 | ヤグラジの翔びだせ!ハピクエ☆フレンズ   | 無料配信         | [ 注 3 ] |
| 2017年 | Twinkle Twinkle 2017                   | 配信限定         | [ 注 4 ] |

### 映像作品
| 発売日        | タイトル                                                                        | 発売元                       | 規格品番   | オリコン 0最高位 | 備考     |
| ------------- | ------------------------------------------------------------------------------- | ---------------------------- | ---------- | ---------------- | -------- |
| 2008年2月23日 | 十                                                                              | よしもとアール・アンド・シー | YRBY-90029 | 44位             | [ 注 5 ] |
| 2008年8月20日 | 才                                                                              | よしもとアール・アンド・シー | YRBY-90050 | 128位            | [ 注 6 ] |
| 2010年6月23日 | オリエンタルラジオ漫才ツアー 我                                                 | よしもとアール・アンド・シー | YRBY-90222 | 230位            | [ 注 7 ] |
| 2011年7月6日  | VS                                                                              | よしもとアール・アンド・シー | YRBN-90211 | 169位            | [ 注 8 ] |
| 2012年8月15日 | オリエンタルラジオ LIVE 2011 〜絶賛、再ブレイク中。オファーお待ちしております〜 | よしもとアール・アンド・シー | YRBN-90430 | 205位            | [ 注 9 ] |

### 公式商品
書籍
- オリエンタルラジオ1 (2006年4月、ワニブックス) ISBN 978-4-8470-1657-8
- 東京R (2007年11月20日、集英社) ISBN 978-4-08-780479-9
  - ファッション雑誌『Seventeen』で連載していたエッセイの単行本。
- オリエンタルラジオ×青山裕企 写真集「DOUSEI －ドウセイ－」(2016年9月2日、KADOKAWA)[25] ISBN 978-4-04-104493-3

その他
- オリエンタルラジオステッカー (ステッカーシール、吉本興業)
- オリエンタルラジオクッキー (菓子、吉本興業)
- オリエンタルラジオラバーストラップ (ストラップ、吉本興業)

## 出演

### テレビ番組
- 10カラット（2005年10月6日 - 2006年3月30日、TBSテレビ）
- エンタの神様（2005年 - 2007年、日本テレビ） - 不定期。キャッチコピーは「HIP HOPな武勇伝」
- スイッチ!（2006年4月13日 - 9月21日、TBSテレビ）
- 全国高等学校クイズ選手権（2006年9月1日 - 2008年9月5日、日本テレビ）- メインパーソナリティ
- オビラジR（2006年10月2日 - 2009年3月19日、TBSテレビ） - MC
- 森田一義アワー 笑っていいとも!（2006年10月4日 - 2011年4月1日、フジテレビ） - 水曜日→金曜日
  - 笑っていいとも!増刊号（2006年10月8日 - 2011年4月3日、フジテレビ）
  - 笑っていいとも!特大号（2006年12月27日 - 2010年12月29日、フジテレビ）
- オリキュン（2006年10月18日 - 2007年9月12日、フジテレビ） - 司会
- 週刊オリラジ経済白書（2007年4月17日 - 2008年3月11日、日本テレビ） - 進行
- ドッカ〜ン!（2007年4月21日 - 7月21日、TBSテレビ） - 司会
- ヤレデキ!世界大挑戦（2007年9月8日 - 2008年1月26日、TBSテレビ） - MC
- ジャンプ!○○中（2007年10月17日 - 2008年3月19日、フジテレビ）
- オリエンタルラジオのおいでよ!ドレミの森（2008年4月 - 2010年3月、MUSIC ON! TV） - 進行
  - オリエンタルラジオのそれでいきます（2010年4月 - 2011年3月、MUSIC ON! TV） - MC
  - オリエンタルラジオのツギクルッ!（2011年4月11日 - 2013年6月28日、MUSIC ON! TV） - MC
  - オリエンタルラジオのまとめてツギクルッ!（2011年4月17日 - 2013年6月29日、MUSIC ON! TV） - MC
  - カウントダウン E.T（2013年7月20日 - 2014年3月17日、MUSIC ON! TV） - 進行
  - 最新最速エンタメタイム CDET!（2014年4月19日 - 9月15日、MUSIC ON! TV） - 司会
- 全国一斉!日本人テスト（2008年4月3日 - 2009年7月30日、フジテレビ） - 司会：藤森、特別テスト生：中田
- 全力!Tunes（2008年4月5日 - 9月27日、日本テレビ）
- 鬼のワラ塾（2008年10月4日 - 2009年9月26日、テレビ朝日）
- クギづけ 投稿動画ハイスクール（2008年10月30日 - 2009年3月26日、日本テレビ） - 司会
- ヤリキレナイ川（2009年、TBSテレビ）
- 億万笑者!〜S-1バトルへの道〜（2009年4月6日 - 2010年3月22日、日本テレビ）
- キズナ食堂（2009年4月11日 - 2010年3月20日、TBSテレビ） - 準レギュラー
- 地元応援バラエティ このへん!!トラベラー（2009年5月7日 - 2012年9月27日、東北放送）
- オレたち!クイズMAN（2009年10月16日 - 2010年7月25日、TBSテレビ） - 準レギュラー
- スター☆ドラフト会議（2011年4月12日 - 2013年3月5日、日本テレビ）
- 20マウス（2011年4月20日 - 9月21日、TBSテレビ）
- アゲぽよボウル48（2011年9月24日・10月29日・11月26日、テレビ愛知） - MC：中田、挑戦者チームリーダー：藤森
- おまかせ!アニマックスNAVI（2011年11月6日 - 2014年3月2日、アニマックス） - MC
- 爆報! THE フライデー（2011年10月21日 - 2018年12月28日、TBSテレビ）- 2019年1月から2021年3月5日は藤森のみの出演。
- 君たちナイスカポー〜SEX鑑定団〜（2012年2月2日 - 10月18日、LaLa TV） - MC
- カキューン!!（関西テレビ）
  - 雑学クイズバラエティ 廻れ! くくり寿司（2012年2月17日（16日深夜））
  - 恋クル❤リサイクル（2012年2月24日（23日深夜））
- 情報LIVE ただイマ!（2012年4月13日 - 2013年2月8日、NHK総合） - 隔週コメンテーター
- ヒルナンデス!（2012年4月3日 - 2018年9月25日、日本テレビ）- 火曜レギュラー[26]
- なんだ君は!?TV（2012年7月30日 - 10月29日、TBSテレビ）
- 火曜サプライズ（2012年10月 - 2020年3月、日本テレビ）- 2020年4月から2021年3月23日は藤森のみの出演。
- タカトシのクイズ!サバイバル（2012年12月26日・2013年3月28日、日本テレビ）
- 踊RI場（2012年10月7日 - 2013年3月31日、テレビ東京） - MC
- PS三世（2013年4月7日 - 2015年3月29日、中京テレビ） - MC
- ノリで行こう!!新潟 はんにゃvsオリラジ!番組MC争奪ガチバトルSP（2013年12月25日（26日深夜）、TeNY）
  - 新潟アミューズメントバラエティー ナニすんのTV!!（2014年5月 - 2015年3月、TeNY）- はんにゃと月替わりで、偶数月のMCを担当。
  - ムズムズ!!トゥナイト（2015年4月 - 2016年9月、新潟総合テレビ）- はんにゃと月替わりでMCを担当、2016年10月から2019年3月29日は藤森のみの出演。
- Let's天才てれびくん（2014年4月 - 2017年4月　NHK Eテレ）中田 - 装備開発課主任研究員 役　藤森 - 装備開発課助手 役
- 特捜警察ジャンポリス（2014年4月4日 - 2017年3月31日、テレビ東京）- 中田：リーダー、藤森が裏番組の王様のブランチと被るため降板し、2017年4月から2019年3月30日は中田のみの出演。
- このマンガいいね! BSオススメ夜話（2014年7月27日 - 2015年5月3日、NHK BSプレミアム） - 司会：中田、オススメッセンジャー：藤森
- その時チャンスは舞い降りた!（2016年1月24日・5月8日（ここまでサンバリュ）・10月1日（土曜特番）・2017年1月12日、日本テレビ） - MC：中田、スタジオ:藤森
- ラジオな2人（2015年3月4日 - 2016年9月18日、Dlife）- 水曜レギュラー
- PS純金（2015年4月3日 - 2019年12月20日、中京テレビ）- MC、2020年1月以降は藤森のみの出演。
- ニッポン人のギモン（2015年11月3日 - 2017年1月9日、NHK総合）
- NEWアベレージピープル（2017年2月28日 - 2018年11月8日、日本テレビ） - MC
- 私の働き方〜乃木坂46のダブルワーク体験!〜（2018年4月3日 - 2019年3月27日、フジテレビ） - MC

### ウェブ番組
- ヨシモト∞（2005年11月28日 - 2008年12月31日、ヨシモトファンダンゴTV→Y∞Y動画→よしもと劇場） -  ナビゲーター（司会）月〜日→月〜土→月曜第2部
- オリエンタルラジオのマンガアニメの日（2008年12月22日 - 2010年12月24日、Yahoo!バラエティ「よしもとオンライン」） - MC
- コカ・コーラパークTV（2011年 - 2012年、コカ・コーラパーク）
- 男差値（メンサチ）〜女が男を選ぶ8つの条件〜（2017年、AbemaTV） - MC
- オリラジアカデミー（2022年11月19日 - 2023年8月、YouTube）

### ラジオ番組
- オリエンタルラジオのオールナイトニッポンR（2006年4月7日 - 2009年3月27日、ニッポン放送・NRN）
- タカラレーベン プレゼンツ「オタカラ川柳」（2016年3月28日 - 2017年3月27日、TBSラジオ）
- らじらー! サンデー（2015年4月5日 - 2020年10月4日、NHKラジオ第1放送） - 2020年10月11日以降は藤森のみの出演。

### テレビドラマ
- 24時間あたためますか?〜疾風怒涛コンビニ伝〜 第3章「恋するコンビニ」（2008年、日本テレビ）- 堤雄大役・中田、酒井正樹役・藤森

### 映画
実写
- 20世紀少年 第1章（2008年、東宝）- スクーターの若い男
- 津軽百年食堂（2011年、日活）- W主演・大森陽一 役：藤森、大森賢治 役：中田

吹き替え
- ハイジ（2006年）- セバスチャン 役：藤森、ユキ 役：中田[27]
- TAXi④（2007年）- ダニエル 役：中田、エミリアン 役：藤森[28]
- きかんしゃトーマス キング・オブ・ザ・レイルウェイ トーマスと失われた王冠（2014年）- スティーブン 役：中田、ノランビー伯爵 役：藤森[29]
- ジュラシック・ワールド（2015年）- ジミー・ファロン 役：藤森、オペレーター 役：中田[30]

アニメ
- ライアンを探せ!（2006年）- クローク&カモ 役
- えいがでとーじょー! たまごっち ドキドキ! うちゅーのまいごっち!?（2007年）- 特別出演・オリラジっち 役（あっち：中田、しんごっち：藤森）
- 映画 プリキュアオールスターズ 春のカーニバル♪（2015年）- オドレン 役：中田、ウタエン 役：藤森[31]

### CM
- 進研ゼミ中学講座（2007年 - 2009年）
- ハウス食品 フルーチェ（2008年）
- NTTドコモ東北・中国支店（2006年）
- タカラトミー（2006年 - 2007年）
- ピザーラ（2006年 - 2007年）
- 小学館 週刊少年サンデー（2006年）
- ジョージア・エメラルドマウンテンブレンド（2010年）- 浜田雅功（ダウンタウン）率いる「王道派」
- 任天堂「ラストストーリー」（2011年）
- ビッグエコー（2011年）[32]
- ダムズグループ（2013年 - 2020年、新潟県）- スペシャルサポーター
- バンダイナムコゲームス『ゴッドイーター2』（2013年）
- アウトソーシング「いいものつくろうシリーズ」（2013年）[33]
- 東京シティ競馬 (TCK)「トゥインクルレース」（2017年）
- ロッテ「ACUO」（2017年）[34]
- エボラブルアジア「AirTrip」（2017年 - 2018年）

### 舞台
- ルミネtheよしもと
- やりすぎフェスタ 劇場版やりすぎ芸人都市伝説
- 朗読劇「『芸人交換日記』〜リーディングシアター〜」（2013年3月17日）

## 受賞歴

### 賞レースなどでの戦績
- M-1グランプリ2004 準決勝進出 ＊NSC（吉本総合芸能学院）在学中
- M-1グランプリ2005 準決勝進出
- 輝け!2005年お笑いネタのグランプリ ブレイク賞
- M-1グランプリ2007 準決勝進出
- NHK新人演芸大賞2007 決勝進出
- M-1グランプリ2008 準決勝進出
- NHK新人演芸大賞2008 決勝進出
- M-1グランプリ2009 準決勝進出
- NHK新人演芸大賞2012 決勝進出[42]